# Parlement andin
Edificio Parlamento Andino (Bogota)
Le Parlement andin est l’organe de délibération et de contrôle de la Communauté andine.

## Histoire
Le Parlement andin trouve son origine dans l'accord de Carthages du 26 mai 1969 signés par la Bolivie, le Chili, l'Équateur, la Colombie et le Pérou. Cet accord vise à améliorer la vie de des habitants des pays signataires via l'intégration et la coopération économique et sociale.
Le Parlement andin est créé par la Declaración de Caracas du 27 septembre 1979. Après ratification, son traité constitutif est entré en vigueur en janvier 1984. Entre 1984 et 1996, les parlementaires étaient élus par les parlements nationaux des pays membres. Selon le Protocole de Trujillo, approuvé le 10 mars 1996, ses représentants sont élus au suffrage universel direct pour une période de 5 ans par les électeurs de leurs pays respectifs. 10 ans plus tard, en 2006, le Pérou adopte le protocole de Trujillo, permettant à l’électorat de choisir ses parlementaires andins.
En août 2013, le Parlement andin approuve un texte pour recentrer les ménages paysans dans le développement durable des systèmes agricoles. Le texte doit ensuite être soumis au Conseil des ministres de l'Agriculture des gouvernements de la communauté andine.

## Description
Le Parlement andin a son siège à Bogota (Colombie), après avoir fonctionné à ses débuts à Lima (Pérou).
Sa mission n’est pas législative ; il a un rôle consultatif sur tout thème concernant un membre de la Communauté andine. Ses représentants sont élus au suffrage universel direct pour une période de 5 ans par les électeurs de leurs pays respectifs.
Son objectif est de promouvoir le processus d'intégration régionale, veiller au respect des droits de l'homme, promouvoir la participation politique, et développer une identité andine forte.

## Membres
Il est composé de 5 représentants pour chaque pays membre, soit un total de 25 parlementaires des pays suivants:
- Bolivie
- Chili
- Équateur
- Colombie
- Pérou

L'Espagne, le Panama, le Mexique et le Maroc sont observateurs.

## Partis représentants
| Pays     | Partis politiques                                  |
| -------- | -------------------------------------------------- |
| Bolivie  |                                                    |
| Chili    |                                                    |
| Équateur |                                                    |
| Colombie |                                                    |
| Pérou    | APRA (40%) - UPP-PNP (40%) - Unidad Nacional (20%) |

## Critiques
Pour le parlementaire péruvien Victor Andrés Garcia Belaunde, le Parlement est inutile, coûte cher, et sert de nid à immunité politique pour ses membres. Le péruvien Rolando Sousa partage cette opinion.